# Chris Cain (bassist)

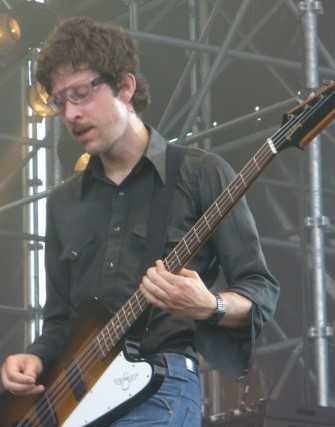
Chris Cain in 2006

Chris Cain (Montreal, 1 september 1977) is een Amerikaanse bassist en achtergrondzanger. Hij richtte in 1997 met Keith Murray de indierock-band We Are Scientists op.